# Jerzy Dobrodzicki
Jerzy Kazimierz Dobrodzicki (ur. 14 grudnia 1884 w Wadowicach, zm. 15 listopada 1934 w Warszawie) – generał brygady Wojska Polskiego, kawaler Orderu Virtuti Militari.

## Życiorys
Urodził się 14 grudnia 1884 w Wadowicach, w rodzinie Ignacego i Izabeli Franz. Absolwent Gimnazjum im. Marcina Wadowity w Wadowicach. Od 1905 oficer zawodowy austriackiej piechoty. Służbę rozpoczął w Bośni i Hercegowinie. Nauczył się wówczas serbskiego. Był aktywnym członkiem Związku Walki Czynnej, w 1908 nawiązał kontakt ze Związkiem Strzeleckim – instruktor szkolenia bojowego.
W I wojnie światowej walczył na froncie rosyjskim, dowódca kompanii i batalionu. W 1915 r. czynił starania o przeniesienie do I Brygady Legionów, w której służył jako brat Adam. Dopiero w grudniu 1916 r. otrzymał przydział do 6 pułku piechoty, w Zambrowie i Ostrowi Mazowieckiej jako instruktor. Po kryzysie przysięgowym powrócił w szeregi austriackiego pułku, z którym trafił na front włoski. W walczących oddziałach nad rzeką Piawą było wielu Polaków-legionistów, wśród których Dobrodzicki utworzył komórkę Polskiej Organizacji Wojskowej. Jako politycznie podejrzany został wycofany z frontu do Bochni, gdzie doczekał rozbrojenia Austriaków, sam czynnie w nim uczestnicząc.
Po odzyskaniu przez Polskę niepodległości został przyjęty do Wojska Polskiego dekretem z 3 kwietnia 1919 z zatwierdzeniem posiadanego stopnia majora ze starszeństwem z dniem 1 stycznia 1918. Otrzymał przydział z dniem 1 listopada 1918 do 20 pułku piechoty. Generał Bolesław Roja, organizator Wojska Polskiego na terenie Galicji, mianował go majorem i polecił zorganizować w Bochni i okolicy późniejszy 2 pułk strzelców podhalańskich, którego dowódcą został Dobrodzicki. Na front wojny polsko-ukraińskiej wyruszył jako dowódca baonu 2 psp.

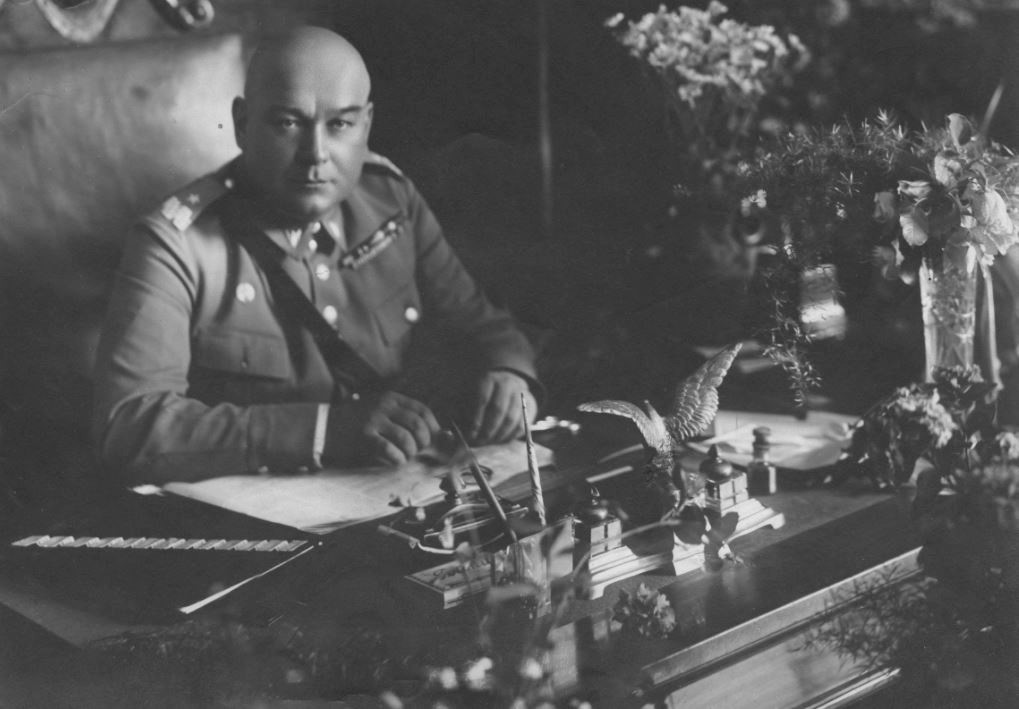
Gen. bryg. Jerzy Dobrodzicki – d-ca Okręgu Korpusu Nr II w Lublinie

W wojnie polsko-bolszewickiej dowódca 5 pułku piechoty Legionów (2 IX 1919 – 12 VI 1920) i 1 Brygady Piechoty Legionów. Podczas bitwy pod Borodzianką (12 czerwca 1920) ciężko ranny. Zabrany do szpitala, uniknął śmierci z rąk żołnierzy Budionnego. W latach 1921–1926 dowódca 1 pułku strzelców podhalańskich. 3 maja 1922 został zweryfikowany w stopniu pułkownika ze starszeństwem z 1 czerwca 1919 i 123. lokatą w korpusie oficerów piechoty.
W październiku 1926 został mianowany dowódcą piechoty dywizyjnej 18 Dywizji Piechoty w Łomży. W kwietniu 1928 został zwolniony ze stanowiska dowódcy piechoty dywizyjnej 18 DP i czasowo przeniesiony służbowo do dyspozycji II wiceministra spraw wojskowych. W lipcu tego roku został przeniesiony służbowo na stanowisko pomocnika dowódcy Okręgu Korpusu III w Grodnie do spraw uzupełnień. 1 stycznia 1929 roku Prezydent RP mianował go generałem brygady ze starszeństwem z dniem 1 stycznia 1929 roku i 2. lokatą w korpusie generałów. 24 grudnia 1929 został mianowany dowódcą Okręgu Korpusu II w Lublinie.
Zmarł 15 listopada 1934 w Warszawie. Został pochowany na Cmentarzu Wojskowym na Powązkach (kwatera A5-7-11).
Jerzy Dobrodzicki był żonaty z Zofią z Filipowiczów (1900–1970), z którą miał syna – Jerzego Andrzeja (ur. 1919 albo 1920, zm. 2001).

## Awanse
- podporucznik (1908)
- kapitan
- major (1918)
- podpułkownik (1 kwietnia 1920)

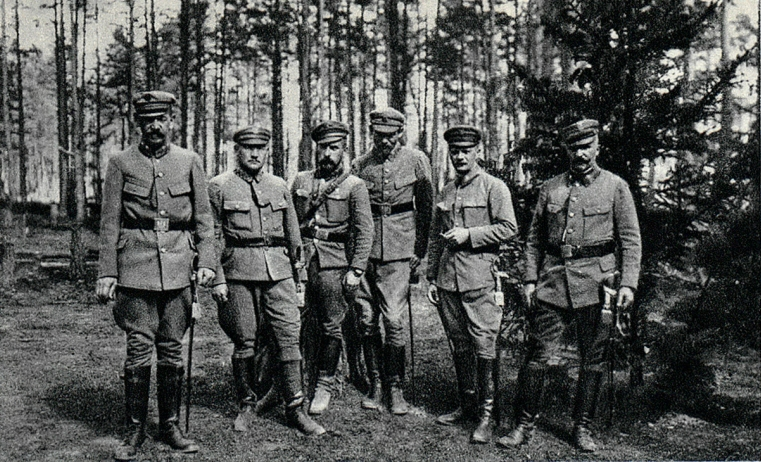
Jerzy Dobrodzicki (3. z prawej) wśród oficerów Legionów Polskich.

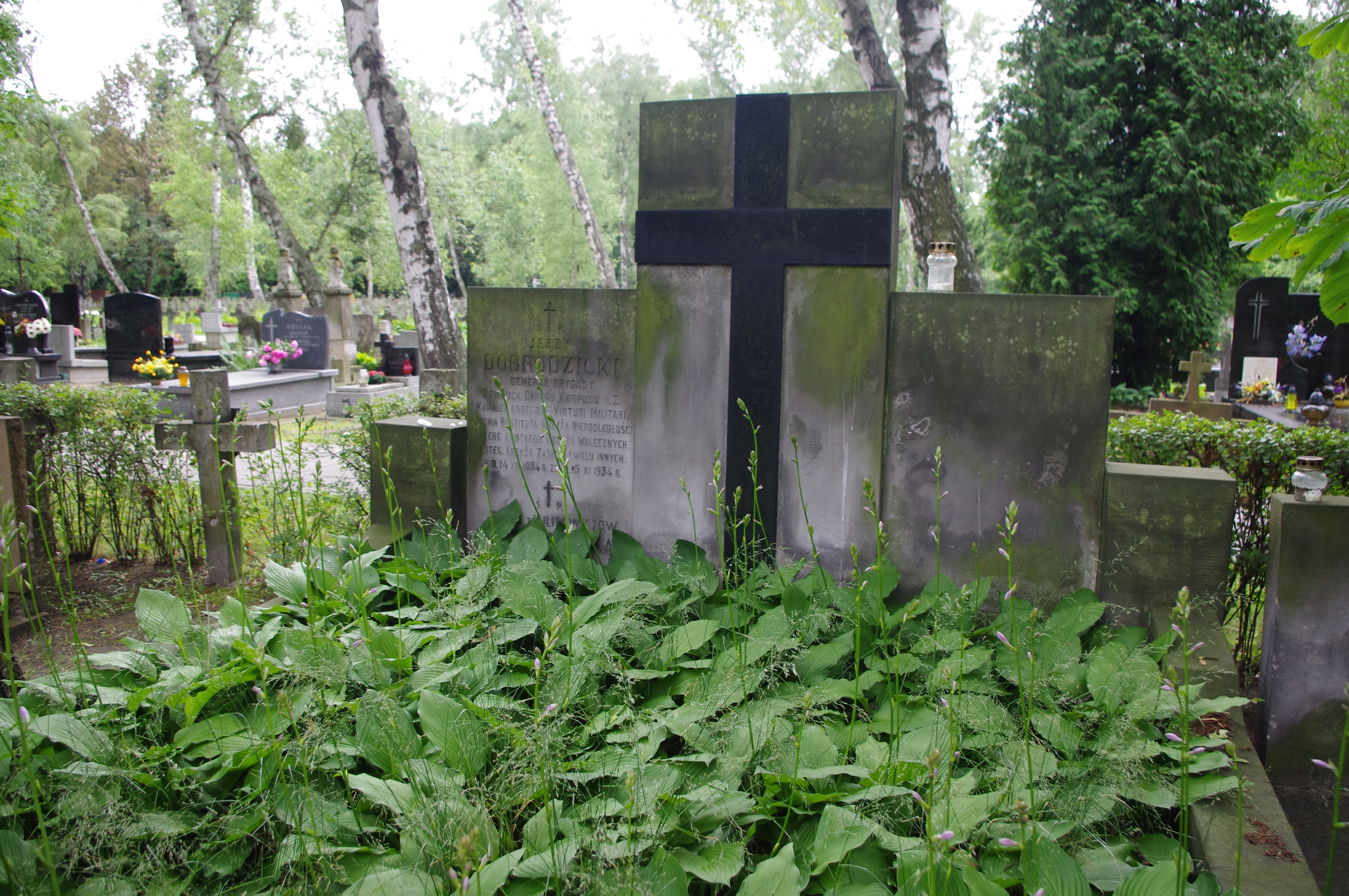
Grób Jerzego Dobrodzickiego na Cmentarzu Wojskowym na Powązkach w Warszawie

- pułkownik (1922, ze starszeństwem z dniem 1 czerwca 1919)
- generał brygady (1 stycznia 1929)

## Ordery i odznaczenia
- Krzyż Srebrny Orderu Wojskowego Virtuti Militari nr 1029 (16 lutego 1921)[14][15]
- Krzyż Komandorski Orderu Odrodzenia Polski (9 listopada 1931)[16]
- Krzyż Niepodległości (9 listopada 1933)[17]
- Krzyż Walecznych (czterokrotnie)[18]
- Złoty Krzyż Zasługi (16 marca 1928)[19][18]
- Medal Pamiątkowy za Wojnę 1918–1921
- Medal Dziesięciolecia Odzyskanej Niepodległości
- Medal 10 Rocznicy Wojny Niepodległościowej (Łotwa)[20]

## Upamiętnienie
Jego nazwisko zostało wymienione na tablicy pamiątkowej, umieszczonej w kościele św. Kazimierza w Nowym Sączu w 1988, honorującej dowódców 1 pułku strzelców podhalańskich.
11 listopada 2019 w Bochni nadano nazwę nowemu rondu znajdującemu się na terenie osiedla Niepodległości. Wniosek złożył dowódca 21 Batalionu Logistycznego im. gen. bryg. Jerzego Kazimierza Dobrodzickiego, a 29 sierpnia 2019 Rada miasta podjęła uchwałę Nr 11/99/19, aby rondo otrzymało imię generała brygady Jerzego Kazimierza Dobrodzickiego.